# Điều 370 Hiến pháp Ấn Độ
Điều 370 của hiến pháp Ấn Độ  trao vị thế đặc biệt cho khu vực Jammu và Kashmir. Bài viết đã được soạn thảo trong Phần XXI của Hiến pháp: Các điều khoản tạm thời, chuyển tiếp và đặc biệt. Hội đồng lập hiến của Jammu và Kashmir, sau khi được thành lập, đã được trao quyền để đề xuất các điều khoản của hiến pháp Ấn Độ nên được áp dụng cho nhà nước hoặc bãi bỏ Điều 370 hoàn toàn. Sau khi Hội đồng lập hiến Jammu và Kashmir sau đó tạo ra hiến pháp của bang và tự giải tán mà không đề nghị bãi bỏ Điều 370, bài báo được coi là đã trở thành một đặc điểm thường trực của Hiến pháp Ấn Độ.
Điều này, cùng với Điều 35A, đã xác định rằng cư dân của bang Jammu và Kashmir sống theo một bộ luật riêng, bao gồm những điều liên quan đến quốc tịch, quyền sở hữu tài sản và quyền, so với cư dân của các quốc gia Ấn Độ khác. Do điều khoản này, công dân Ấn Độ từ các bang khác không thể mua đất hoặc tài sản ở Jammu & Kashmir.
Vào ngày 5 tháng 8 năm 2019, Tổng thống Ấn Độ Ram Nath Kovind đã ban hành lệnh hiến pháp thu hồi trật tự năm 1954 và đưa ra tất cả các điều khoản của hiến pháp Ấn Độ áp dụng cho Jammu và Kashmir. Lệnh khiến Điều 370 và Điều 35A của hiến pháp Ấn Độ không có hiệu lực.
Bộ trưởng Nội vụ Amit Shah đã giới thiệu một dự luật tại thượng viện của Quốc hội, Rajya Sabha, tìm cách tổ chức lại nhà nước với Jammu và Kashmir phục vụ như một Lãnh thổ Liên minh và Ladakh khu vực như một lãnh thổ liên minh riêng biệt. Cùng ngày, dự luật đã được thông qua trong Rajya Sabha. Vào ngày 6 tháng 8 năm 2019, hóa đơn cũng được thông qua ở hạ viện, Lok Sabha với đa số áp đảo. Dự luật quy định rằng bang Jammu và Kashmir sẽ được chia thành hai lãnh thổ liên minh của Ladakh và một khu vực Jammu và Kashmir.

## Mục đích
Tình trạng gia nhập ban đầu của Jammu & Kashmir, giống như tất cả các quốc gia hoàng tử khác, là về ba vấn đề: quốc phòng, đối ngoại và liên lạc. Tất cả các quốc gia hoàng tử được mời gửi đại diện đến Quốc hội lập hiến của Ấn Độ, nơi đang xây dựng một hiến pháp cho toàn bộ Ấn Độ. Họ cũng được khuyến khích thành lập các hội đồng cấu thành cho chính quốc gia của họ. Hầu hết các bang không thể thiết lập các hội đồng kịp thời, nhưng một số bang đã làm, đặc biệt là Saurashtra Union, Travancore-Cochin và Mysore. Mặc dù Bộ Ngoại giao đã xây dựng một hiến pháp mẫu mực cho các bang, vào tháng 5 năm 1949, các nhà cai trị và bộ trưởng của tất cả các bang đã gặp nhau và đồng ý rằng các hiến pháp riêng biệt cho các bang là không cần thiết. Họ chấp nhận Hiến pháp Ấn Độ là hiến pháp riêng của họ. Các tiểu bang đã bầu các hội đồng cấu thành đề nghị một vài sửa đổi đã được chấp nhận. Vị trí của tất cả các bang (hoặc hiệp hội của các bang) vì thế trở nên tương đương với vị trí của các tỉnh Ấn Độ thông thường. Đặc biệt, điều này có nghĩa là các chủ đề có sẵn cho pháp luật của chính quyền trung ương và chính phủ là thống nhất trên khắp Ấn Độ.